# Celebrate (álbum de Twice)
Celebrate es el cuarto álbum de estudio japonés y séptimo en general del grupo femenino de Corea del Sur Twice. El álbum fue lanzado el 27 de julio de 2022 por Warner Music Japan y contiene nueve pistas, incluyendo el sencillo principal «Celebrate», el sencillo lanzado previamente, «Doughnut», y el sencillo promocional «Just Be Yourself».

## Antecedentes y lanzamiento
El 25 de abril de 2022, las redes oficiales de Twice, en conmemoración de su quinto aniversario desde su debut en Japón, anunciaron el lanzamiento de su cuarto álbum de estudio japonés, que llevaría por título Celebrate. Este lanzamiento se llevaría a cabo el 27 de julio de 2022 e incluiría nueve canciones, incluyendo el sencillo lanzado previamente «Doughnut» y «Just Be Yourself», que se usó en los anuncios de Twice para los productos para el cuidado del cabello de Lux Japan. El anunció se realizó junto con un vídeo de avance de 54 segundos.
El 6 de julio se lanzó el primer tráiler del vídeo musical de la canción principal del álbum, «Celebrate», ha ser lanzado el 15 de julio de 2022, además de la lista definitiva de canciones del nuevo álbum.
Desde el 7 de julio, se comenzaron a publicar los adelantos de las canciones «Voices of Delight», «Tick Tock«, «Flow Like Waves», «That's All I'm Saying», «Bitter Sweet», «Sandcastle» y de la canción principal, «Celebrate». Además se informó que el álbum sería puesto a la venta en 14 ediciones diferentes, incluyendo una edición especial que incluirá un DVD con contenido exclusivo.
El 13 de julio, se lanzó el segundo tráiler del vídeo musical de «Celebrate».

## Lista de canciones
| CD / Descarga digital |                         |                                                                                        |                                                             |          |  |
| N.º                   | Título                  | Letras                                                                                 | Música                                                      | Duración |  |
| 1.                    | «Celebrate»             | J.Y.Park, Nayeon, Jeongyeon, Momo, Sana, Jihyo, Mina, Dahyun, Chaeyoung, Tzuyu, Co-sho | Woo Min Lee "collapsedone", Justin Reinstein, MRCH, JJean   | 3:08     |  |
| 2.                    | «Voices of Delight»     | STARBUCK, YHEL                                                                         | Zaydro, STARBUCK, YHEL                                      | 3:03     |  |
| 3.                    | «Tick Tock»             | Dahyun, Mayu Wakisaka                                                                  | Trippy, Mayu Wakisaka                                       | 3:03     |  |
| 4.                    | «Flow Like Waves»       | Shoko Fujibayashi                                                                      | EJAE, Anna Timgren, Aaron Kim                               | 3:33     |  |
| 5.                    | «That's All I'm Saying» | Dahyun, Risa Horie                                                                     | Trippy, Max Ulver, Nanna Bottos                             | 3:02     |  |
| 6.                    | «Bitter Sweet»          | Co-sho                                                                                 | Woo Min Lee "collapsedone", Ollipop, Hayley Aitken, STWP    | 3:30     |  |
| 7.                    | «Sandcastle»            | Yuki-Kokubo                                                                            | Kyle Reynolds, Margaret Peake, IMKK                         | 3:12     |  |
| 8.                    | «Just Be Yourself»      | FanFan                                                                                 | Woo Min Lee "collapsedone", Justin Reinstein, Anna Timgren  | 3:20     |  |
| 9.                    | «Doughnut»              | Lauren Kaori                                                                           | Alexis Kesselman, Woo S. Rhee "RAINSTONE", Francis, Fingazz | 4:23     |  |
| 30:14                 |                         |                                                                                        |                                                             |          |  |

| DVD |                                                                   |          |  |
| N.º | Título                                                            | Duración |  |
| 1.  | «Doughnut» (videoclip)                                            |          |  |
| 2.  | «Doughnut» (otra versión del videoclip)                           |          |  |
| 3.  | «Wonderful Day» (trascámara de la sesión de selfies individuales) |          |  |
| 4.  | «Doughnut» (trascámara del videoclip)                             |          |  |
| 5.  | «Celebrate» (trascámara de la sesión de fotos)                    |          |  |

## Posicionamiento en listas
| Lista (2022)                 | Mejor posición |
| ---------------------------- | -------------- |
| Japón (Billboard Hot Albums) | 2              |
| Japón (Oricon Albums)        | 2              |

| Lista (2022)          | Mejor posición |
| --------------------- | -------------- |
| Japón (Oricon Albums) | 5              |

## Historial de lanzamiento
| País  | Fecha               | Formato                              | Sello              |
| ----- | ------------------- | ------------------------------------ | ------------------ |
| Japón | 27 de julio de 2022 | CD, DVD, descarga digital, streaming | Warner Music Japan |